# Matthew Braham
Matthew Braham ist ein britischer Philosoph.

## Leben
Er erwarb 1990 den B.Sc Human Science am University College London, 1996 den M.Sc Economic and Social History an der University of Oxford und 2004 den Dr. rer. pol. an der Universität Hamburg (Essays in Power, Freedom, and Success: Concepts, Measurements, and Applications). Von 2010 bis 2017 war er W3-Professor für Politische Philosophie an der Universität Bayreuth. Seit 2017 ist er W3-Professor für Praktische Philosophie in Hamburg.
Seine Schwerpunkte sind Macht, Freiheit und Verantwortung.
Matthew Braham ist Mitglied im Netzwerk Wissenschaftsfreiheit.

## Schriften (Auswahl)
- als Herausgeber mit Frank Steffen: Power, freedom, and voting. Essays in honour of Manfred J. Holler. Berlin 2008, ISBN 3-540-73381-7.